# Katal
Le katal (symbole kat) est l'unité d'activité catalytique utilisée pour exprimer la quantité de catalyseur capable de catalyser une réaction chimique ou biochimique à hauteur d'une mole par seconde dans des conditions expérimentales (e.g. température, pression) clairement définies.
Le katal a été introduit en octobre 1999 comme unité dérivée du Système international d'unités par la 21e Conférence générale des poids et mesures.
Cette unité est surtout utilisée pour les enzymes en médecine et en biochimie. Le Comité international recommande que, lorsque le katal est utilisé, le mesurande soit spécifié en faisant référence au mode opératoire de mesure (qui doit mentionner le produit indicateur de la réaction mesurée).